# Frente Sur Benjamín Zeledón
El Frente Sur Benjamín Zeledón o Frente Sur fue un frente guerrillero durante la Ofensiva final 1979 del FSLN que culminó con el triunfo de la Revolución Popular Sandinista el 19 de julio de 1979.
Fu nombrado en homenaje a Benjamín Zeledón, héroe nicaragüense que se opuso a la intervención estadounidense en Nicaragua en 1912.
Se encontraba localizado en el meridional departamento de Rivas fronterizo con Costa Rica teniendo sus campamentos y retaguardia logística en territorio costarricense con el apoyo del gobierno de Rodrigo Carazo Odio.

## Organización

### Estado mayor
El Estado Mayor del Frente Sur que dirigió la ofensiva final en el departamento de Rivas estaba integrado por:
- 1. Edén Pastora Gómez, Comandante del Ejército Guerrillero en el Frente Sur "Benjamín Zeledón"
- 2. José Valdivia Hidalgo, Jefe del Estado Mayor.
- 3. Richard Lugo Kautz, Jefe de Operaciones.
- 4. Álvaro Ferrey Pernudi, Segundo Jefe de Operaciones.
- 5. Javier Pichardo Ramírez, Jefe de Inteligencia.
- 6. Sebastián González "Wachán", Jefe de Retaguardia.

### Columnas guerrilleras
Las columnas guerrilleras que operaron en el departamento de Rivas y que formaron el Frente Sur fueron las siguientes:
- Columna "Eduardo Contreras" al mando de Javier Pichardo Ramírez "Emilio'" cuya tarea era apoderarse de las vías de comunicación entre San Juan del Sur y La Virgen sobre la costa del Gran Lago de Nicaragua o Cocibolca.

- Columna "Francisco Gutiérrez" comandada por Álvaro Diroy Méndez "Ezequiel" con la misión de penetrar en la profundidad del territorio del departamento y apoderarse de las vías de comunicación que conducían a Rivas, de norte a sur. Operaba desde Belén hacia Tola.

- Columna "Ricardo Talavera" dirigida por Álvaro Ferrey Pernudi "Andrés" con la tarea de apoderarse de las vías de Los Mojones-San Juan del Sur. Fueron los que combatieron con la Guardia Nacional en lo que se conoció como la "batalla de El Naranjo".

- Columna "Iván Montenegro Báez", comandada por Sebastián González "Wachán" a cargo de la retaguardia del Frente Sur.

### Propósito
Este frente guerrillero cumplió un rol en dos líneas fundamentales:
- 1. Ser una retaguardia estratégica del FSLN para conseguir permanente apoyo internacional.

- 2. Empantanar a las fuerzas elites de la Guardia Nacional.

## Operaciones militares
El 15 de junio de 1979 se desata la ofensiva final de la insurrección popular en el departamento de Rivas cuando las columnas guerrilleras del Frente Sur "Benjamín Zeledón" con artillería de morteros de 82 mm y cañones de 75 mm se tomaron los poblados de Peñas Blancas y Sapoá, más una emboscada a un convoy de la Guardia Nacional de Nicaragua que venía a reforzar estas dos plazas fronterizas en el río Ostayo.

### Guerra de posiciones
En territorio de los municipios de Cárdenas y San Juan del Sur, por el sector de Sota Caballo tierra adentro hasta las Colinas 106, 109 y el puente La Pita No. 1, las columnas guerrilleras incluida la que había penetrado por el sector de El Aceituno, el 17 de junio, se trenzan en fuertes combates con la Guardia Nacional cuyas tropas impiden su avance a tal punto que se llega a una "guerra de posiciones" con artillería e infantería atrincherada durante 27 días, hasta que el 13 de julio interviene la aviación somocista en apoyo a varios asaltos de tropas élites de la EEBI, que son rechazados por los guerrilleros. 
A más de un mes de combates hay un desgaste en ambas fuerzas, pero el 18 de julio los guardias nacionales inician su retirada tras conocer de la huida de Somoza.

### Operación final
El alto mando del Frente Sur ordena la reagrupación de las fuerzas guerrilleras y concentra su artillería con el propósito de arreciar sus acciones, pero cuando llegan a las posiciones del enemigo este no estaba, los últimos cañonazos los dispararon en la madrugada del 19 de julio, por lo que designan columnas de persecución, no se les pudo alcanzar porque huían con rapidez, la mayoría llegaron al puerto de San Juan del Sur y se embarcaron en barcos pesqueros con destino a El Salvador.

## Entrada triunfal a Managua
Las operaciones militares concluyeron el 19 de julio de 1979 con la toma del cuartel de la ciudad de Rivas en horas del mediodía, se organizó al ejército guerrillero victorioso y se emprendió la marcha hacia Managua, fueron los últimos en llegar a la capital, el 20 de julio en horas de la mañana, justo a tiempo para participar de la desbordante concentración para celebrar el triunfo de la insurrección popular al lado de la Junta de Gobierno de Reconstrucción Nacional y el pueblo congregado en la Plaza de la República llamada posteriormente "Plaza de la Revolución".
En un informe fidedigno presentado por Carlos Duarte Tablada, "Jerónimo", se revela: 
"el Frente Sur terminó la guerra con cerca de 2.500 combatientes en línea, con cerca de 60 piezas de artillería y morteros, con tres piezas de AAA 14.5, tres morteros de 120 mm, veintenas de ametralladoras pesadas y lanza cohetes, y todos sus combatientes con armas de guerra. Fue indudablemente el más poderoso de los frentes por su capacidad de fuego."